# دیوی هارت اسمیت
دیوی هارت اسمیت (انگلیسی: Davey Boy Smith Jr.؛ زادهٔ ۲ اوت ۱۹۸۵) کشتی‌گیر کشتی حرفه‌ای اهل کانادا است.